# تشاس هنري
تشاس هنري (بالإنجليزية: Chas Henry)‏ هو لاعب كرة قدم أمريكية أمريكي، ولد في 6 يناير 1989 في دالاس في الولايات المتحدة.

## وصلات خارجية
- تشاس هنري على موقع مرجع كرة القدم المحترفة.كوم (الإنجليزية)